# Oscar et le Tic de Barbassol
Pour plus de détails, voir Fiche technique et Distribution.
Oscar et le Tic de Barbassol est un film muet français réalisé par Louis Feuillade et sorti en 1913.

## Fiche technique
- Réalisation : Louis Feuillade
- Société de production : Société des Etablissements L. Gaumont
- Format : film muet - Noir et blanc  - 1,33:1 - 35 mm
- Genre : Comédie
- Date de sortie :
  - France : 31 octobre 1913

## Distribution
- Léon Lorin : Oscar
- Marie Dorly